# Megan Kalmoe
Megan Kalmoe (ur. 21 sierpnia 1983 w Minneapolis) – amerykańska wioślarka.

## Osiągnięcia
- Igrzyska olimpijskie – Pekin 2008 – dwójka podwójna – 5. miejsce.
- Mistrzostwa świata – Poznań 2009 – dwójka podwójna – 6. miejsce.
- Mistrzostwa świata – Bled 2011 – czwórka podwójna – 2. miejsce
- Mistrzostwa świata – Amsterdam 2014 – dwójka bez sternika – 2. miejsce